# STS-44
STS-44 e четиридесет и четвъртата мисия на НАСА по програмата Спейс шатъл и десети полет на совалката Атлантис. Това е полет в интерес на Министерството на отбраната на САЩ.

## Екипаж
| Пост                         | Астронавт                                |
| ---------------------------- | ---------------------------------------- |
| Командир                     | Фредерик Грегори трети космически полет  |
| Пилот                        | Терънс Хенрикс първи космически полет    |
| Специалист на мисията 1      | Стори Мъсгрейв четвърти космически полет |
| Специалист на мисията 2      | Марио Рънко първи космически полет       |
| Специалист на мисията 3      | Джеймс Вос първи космически полет        |
| Специалист по полезния товар | Томас Хенън първи космически полет       |

- Броят на полетите е преди и включително тази мисия.

## Полетът
След няколко отлагания по технически причини, совалката успешно стартира на 24 ноември 1991 г. в 06:44:00 ч. EST.
Мисията е по поръчка на Министерството на отбраната на САЩ. Полезният товар е некласифициран и представлява спътник DSP-16, оборудван с ускорител (двигател). Това е спътник от системата за ранно предупреждение и е изведен на първия ден от полета. С помощта на двигателя си спътника заема разчетната си геостационарна орбита.
По време на полета се извършват още няколко експеримента. Сред тях са Interim Operational Contamination Monitor (IOCM), Terra Scout,
- военен в космоса (Military Man in Space (M88-1)), проведен от военния Тоамс Хенън;
- тестове на оптичната система Air Force Maui Optical System (AMOS);
- изследване на ефекта от космическата радиация Cosmic Radiation Effects and Activation Monitor (CREAM);
- други физически, физиологични и медицински експерименти;
- изследвана е и системата за удължаване на полета на совалките ( Extended Duration Orbiter). Последната би позволила мисиите да бъдат удължавани до 15-16 денонощия.

Кацането е планирано първоначално за 4 декември в Космическия център „Кенеди“ (Kennedy Space Center). Поради технически проблем планираната 10-дневна мисия е съкратена с 4 денонощия и е насочена за приземяване в базата на ВВС „Едуардс“.

## Параметри на мисията
- Маса:
  - При старта: 117 766 кг
  - При кацането: 87 919 кг
  - Полезен товар: 20 240 кг
- Перигей: 363 км
- Апогей: 371 км
- Инклинация: 28,5°
- Орбитален период: 91.9 мин